# Spokóinaya Siniuja
Spokóinaya Siniuja (del ruso: Спокойная Синюха) es una stanitsa del raión de Otrádnaya del krai de Krasnodar, en Rusia. Está situada en un área premontañosa y boscosa de las vertientes septentrionales del Cáucaso Norte, a orillas del río Spokóinaya Siniuja, tributario del Griaznuka Vtóraya, afluente del río Labá a través del Chamlyk, 21 km al oeste de Otrádnaya y 194 km al sureste de Krasnodar, la capital del krai. Tenía 186 habitantes en 2010.
Pertenece al municipio Podgorno-Siniujinskoye.

## Historia
La localidad fue fundada en 1867 por habitantes de Spokóinaya, como jútor Spokoinosiniujinski. No más tarde de 1946 fue designada stanitsa.